# Sankt-Mauritius-Kapelle (Moritzberg)

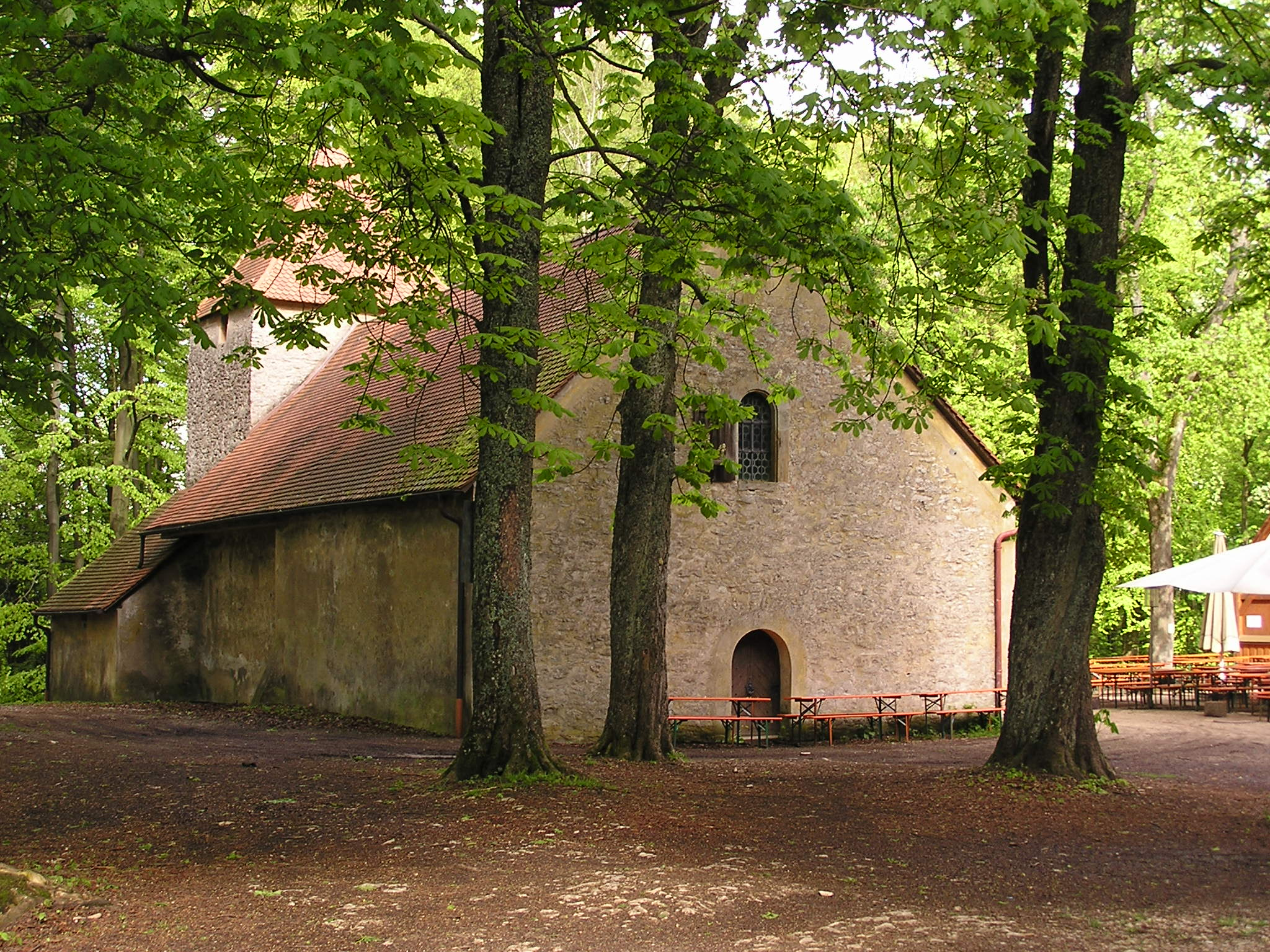
Sankt-Mauritius-Kapelle

Die Sankt-Mauritius-Kapelle ist eine auf dem Gipfelplateau des Moritzberges gelegene Bergkapelle. Moritzberg ist ein Gemeindeteil von Röthenbach an der Pegnitz im mittelfränkischen Landkreis Nürnberger Land (Bayern). Die Kirche gehört zur Pfarrei Leinburg-Entenberg des Dekanats Altdorf im Kirchenkreis Nürnberg der Evangelisch-Lutherischen Kirche in Bayern.

## Geschichte
Der Bau der Kapelle war 1419 von dem nürnbergischen Patrizier Herdegen Valzner veranlasst worden. Nach ihrer Fertigstellung wurde sie dem heiligen Mauritius geweiht. Die Kapelle wird auch Evangelisch-lutherische Kirche St. Moritz genannt und ist als Baudenkmal D-5-74-152-20 ausgewiesen.
Die Chorturmkirche wurde 1707/08 nach Westen erweitert. Das Langhaus besitzt eine Holz-Tonnenwölbung aus dem 18./19. Jahrhundert.
Der Eigentümer der Kapelle, Bolko von Oetinger, erhielt im Jahr 2015 die Denkmalschutzmedaille des Freistaates Bayern für die vorbildliche Renovierung des Baudenkmals.